# Liste der Stolpersteine in Magdeburg-Neue Neustadt
Die Liste der Stolpersteine in Magdeburg-Neue Neustadt enthält die Stolpersteine im Magdeburger Stadtteil Neue Neustadt, die an das Schicksal der Menschen erinnern, die im Nationalsozialismus ermordet, deportiert, vertrieben oder in den Suizid getrieben wurden. Sie ist nach Nachnamen sortiert und listet Namen, Standorte. Die Tabelle erfasst insgesamt 12 Stolpersteine und ist teilweise sortierbar; die Grundsortierung erfolgt alphabetisch nach dem Familiennamen.
| Bild                                            | Inschrift | Name                                            | Ort                                                       | Verlegedatum  | Anmerkungen                                                       |
| ----------------------------------------------- | --- | ----------------------------------------------- | --------------------------------------------------------- | ------------- | ----------------------------------------------------------------- |
| Böhm, Elly                                      | HIER WOHNTE ELLI BÖHM JG. 1882 DEPORTIERT 1942 GHETTO WARSCHAU ERMORDET 1942 TREBLINKA                                                                    | Böhm, Elly                                      | Lübecker Straße 109 (Karte)                               | 27. März 2013 | Biografie: Böhm_Dr_Erich_und_seine_Schwestern.PDF (PDF; 173,1 kB) |
| Böhm, Erich Dr.                                 | HIER WOHNTE DR. ERICH BÖHM JG. 1889 VERHAFTET 1938 ZUCHTHAUS COSWIG ´RASSENSCHANDE´ ENTLASSEN 1940 FLUCHT 1940 SHANGHAI TOT 24.11.1943                    | Böhm, Erich Dr.                                 | Lübecker Straße 109 (Karte)                               | 27. März 2013 | Biografie: Böhm_Dr_Erich_und_seine_Schwestern.PDF (PDF; 173,1 kB) |
| Böhm, Margarete                                 | HIER WOHNTE MARGARETE BÖHM JG. 1884 DEPORTIERT 1942 GHETTO WARSCHAU ERMORDET 1942 TREBLINKA                                                               | Böhm, Margarete                                 | Lübecker Straße 109 (Karte)                               | 27. März 2013 | Biografie: Böhm_Dr_Erich_und_seine_Schwestern.PDF (PDF; 173,1 kB) |
| Goerke, Carl                                    | HIER WOHNTE CARL GOERKE JG. 1889 VERHAFTET 1938 ´AKTION ARBEITSSCHEU´ GEFÄNGNIS MAGDEBURG KZ BUCHENWALD ENTLASSEN 1939 DEPORTIERT 1943 AUSCHWITZ ERMORDET | Goerke, Carl                                    | Ankerstr. 12 (Karte)                                      | 7. Mai 2024   | Biografie: Goerke_Karl_Familie.PDF (PDF; 437 kB)                  |
| Goerke, Gertrund                                | HIER WOHNTE GETRUD GOERKE GEB. GOERKE JG. 1881 DEPORTIERT 1943 AUSCHWITZ ERMORDET                                                                         | Goerke, Gertrund                                | Ankerstr. 12 (Karte)                                      | 7. Mai 2024   | Biografie: Goerke_Karl_Familie.PDF (PDF; 437 kB)                  |
| Goerke, Horst                                   | HIER WOHNTE HORST GOERKE JG. 1919 DEPORTIERT 1942 RICHTUNG OSTEN ERMORDET                                                                                 | Goerke, Horst                                   | Ankerstr. 12 (Karte)                                      | 7. Mai 2024   | Biografie: Goerke_Karl_Familie.PDF (PDF; 437 kB)                  |
| Litmanowitz, Aron                               | HIER WOHNTE ARON LITMANOWITZ JG. 1873 DEPORTIERT 1942 THERESIENSTADT TOT 18.12.1943                                                                       | Litmanowitz, Aron                               | Lübecker Straße, Ecke Fußweg zur Wedringer Straße (Karte) | 11. Okt. 2013 | Biografie: Litmanowitz.PDF (PDF; 195,5 kB)                        |
| Litmanowitz, Ruchla Laje geb. Zelechower        | HIER WOHNTE RUCHLA LAJA LITMANOWITZ GEB. ZELCHOWER JG. 1874 DEPORTIERT 1942 THERESIENSTADT TOT 30.9.1943                                                  | Litmanowitz, Ruchla Laje geb. Zelechower        | Lübecker Straße, Ecke Fußweg zur Wedringer Straße (Karte) | 11. Okt. 2013 | Biografie: Litmanowitz.PDF (PDF; 195,5 kB)                        |
| Moosbach, Else geb. Rosenbaum                   | HIER WOHNTE ELSE MOOSBACH GEB. ROSENBAUM JG. 1902 DEPORTIERT 1942 GHETTO WARSCHAU ERMORDET 1942 TREBLINKA                                                 | Moosbach, Else geb. Rosenbaum                   | Nicolaiplatz 7 (Karte)                                    | 11. Okt. 2013 | Biografie: Moosbach_Else.PDF (PDF; 207,6 kB)                      |
| Petzall, Eugen                                  | HIER WOHNTE EUGEN PETZALL STADTRAT JG. 1872 FLUCHT 1938 HOLLAND TOT 1942 AMSTERDAM                                                                        | Petzall, Eugen                                  | Lübecker Straße 8b (Karte)                                | 9. Okt. 2012  | Biografie: Petzall_Ehepaar.PDF (PDF; 336,4 kB)                    |
| Petzall, Rosa Jenny Elli verw. Cohn geb. Sander | HIER WOHNTE ELLI PETZALL GEB. SANDER FLUCHT 1938 HOLLAND VERSTECKT GELEBT DEPORTIERT 1944 THERESIENSTADT BEFREIT/ÜBERLEBT                                 | Petzall, Rosa Jenny Elli verw. Cohn geb. Sander | Lübecker Straße 8b (Karte)                                | 9. Okt. 2012  | Biografie: Petzall_Ehepaar.PDF (PDF; 336,4 kB)                    |
| Redelmeier, Ella geb. Nathan                    | HIER WOHNTE ELLA REDELMEIER GEB. NATHAN JG. 1866 DEPORTIERT 1942 THERESIENSTADT ERMORDET 21.1.1943                                                        | Redelmeier, Ella geb. Nathan                    | Wedringer Straße, Nähe Zugang Nr. 19 (Karte)              | 12. Sep. 2017 | Biografie: Redelmeier_Ella.PDF (PDF; 466,2 kB)                    |
| Rosenthal, Selma                                | HIER WOHNTE SELMA ROSENTHAL GEB. HIRSCHFELD JG. 1873 DEPORTIERT 1942 THERESIENSTADT ERMORDET 19.1.1943                                                    | Rosenthal, Selma                                | Lübecker Straße 99 (Karte)                                | 24. Okt. 2014 | Biografie: Rosenthal_Selma.PDF (PDF; 505,4 kB)                    |
| Schüler, Alice geb. Cohn-Petzall                | HIER WOHNTE ALICE SCHÜLER GEB. COHN-PETZALL JG. 1889 FLUCHT 1938 HOLLAND INTERNIERT WESTERBORK DEPORTIERT 1944 THERESIENSTADT 1944 AUSCHWITZ ERMORDET     | Schüler, Alice geb. Cohn-Petzall                | Lübecker Straße 8b (Karte)                                | 9. Okt. 2012  | Biografie: Schüler_Ehepaar.PDF (PDF; 184,6 kB)                    |
| Schüler, Ernst                                  | HIER WOHNTE ERNST SCHÜLER JG. 1882 FLUCHT 1938 HOLLAND INTERNIERT WESTERBORK DEPORTIERT 1944 THERESIENSTADT 1944 AUSCHWITZ ERMORDET                       | Schüler, Ernst                                  | Lübecker Straße 8b (Karte)                                | 9. Okt. 2012  | Biografie: Schüler_Ehepaar.PDF (PDF; 184,6 kB)                    |
| Suchy, Antonie                                  | HIER WOHNTE ANTONIE SUCHY GEB. PROSKAUER JG. 1887 DEPORTIERT 1942 RICHTUNG OSTEN ERMORDET                                                                 | Suchy, Antonie                                  | Haldensleber Str. 8 (Karte)                               | 7. Mai 2024   | Biografie: Suchy_Antonie.PDF (PDF; 435 kB)                        |